# Port lotniczy Coban
Port lotniczy Cobán (hiszp. Aeropuerto de Cobán) – port lotniczy zlokalizowany w mieście Cobán w Gwatemali.